# Accidents Can Happen
«Accidents Can Happen» es el cuarto sencillo de la banda de hard rock de Los Ángeles Sixx:A.M.

## Significado
De acuerdo con The Heroin Diaries: A Year in the Life of a Shattered Rock Star (autobiografía de Nikki Sixx), la canción es acerca de cuando Nikki comenzó a usar heroína, sin embargo es un fracaso de acuerdo para alcanzar el objetivo (acabar con la adicción), pero eso no quiere decir que es una pérdida total y cada uno puede cometer errores y está bien, ya que uno puede empezar de nuevo y puede ganar esta vez.

## Lista de canciones
| N.º | Título                 | Duración |  |
| 1.  | «Accidents Can Happen» | 4:05     |  |

- Datos: Q12154899